# Campionati asiatici di lotta 2017
I Campionati asiatici di lotta 2017 sono stati la 30ª edizione della manifestazione continentale organizzata dalla FILA. Si sono svolti dal 10 al 14 maggio 2017 presso la KD Jadhav Indoor Hall di Nuova Delhi, in India.

## Classifica squadre
| Pos. | Lotta libera maschile | Lotta libera maschile | Lotta greco-romana | Lotta greco-romana | Lotta libera femminile | Lotta libera femminile |
| Pos. | Squadra               | Punti                 | Squadra            | Punti              | Squadra                | Punti                  |
| ---- | --------------------- | --------------------- | ------------------ | ------------------ | ---------------------- | ---------------------- |
| 1    | Iran                  | 71                    | Iran               | 69                 | Giappone               | 76                     |
| 2    | Giappone              | 55                    | Corea del Sud      | 59                 | India                  | 62                     |
| 3    | Uzbekistan            | 49                    | Kazakistan         | 59                 | Cina                   | 54                     |
| 4    | Kazakistan            | 47                    | Giappone           | 51                 | Kazakistan             | 51                     |
| 5    | Corea del Sud         | 46                    | Cina               | 50                 | Corea del Sud          | 45                     |
| 6    | Mongolia              | 40                    | Uzbekistan         | 43                 | Mongolia               | 42                     |
| 7    | Kirghizistan          | 34                    | India              | 38                 | Uzbekistan             | 28                     |
| 8    | India                 | 33                    | Kirghizistan       | 30                 | Corea del Nord         | 27                     |
| 9    | Tagikistan            | 22                    | Tagikistan         | 18                 | Kirghizistan           | 18                     |
| 10   | Corea del Nord        | 19                    | Taipei cinese      | 12                 | Taipei cinese          | 17                     |

## Podi

### Lotta libera maschile
| Evento | Oro                        | Argento                     | Bronzo                       |
| 57 kg  | Yuki Takahashi (JPN)       | Zandanbudyn Zanabazar (MGL) | Reza Atri (IRI)              |
| 57 kg  | Yuki Takahashi (JPN)       | Zandanbudyn Zanabazar (MGL) | Nurislam Sanayev (KAZ)       |
| 61 kg  | Behnam Ehsanpour (IRI)     | Kim Han-song (PRK)          | Daulet Niyazbekov (KAZ)      |
| 61 kg  | Behnam Ehsanpour (IRI)     | Kim Han-song (PRK)          | Rei Higuchi (JPN)            |
| 65 kg  | Bajrang Punia (IND)        | Lee Seung-chul (KOR)        | Masakazu Kamoi (JPN)         |
| 65 kg  | Bajrang Punia (IND)        | Lee Seung-chul (KOR)        | Meisam Nassiri (IRI)         |
| 70 kg  | Aķžürek Tañatarov (KAZ)    | Ikhtiyor Navruzov (UZB)     | Momojiro Nakamura (JPN)      |
| 70 kg  | Aķžürek Tañatarov (KAZ)    | Ikhtiyor Navruzov (UZB)     | Hamed Rashidi (IRI)          |
| 74 kg  | Bekzod Abdurakhmonov (UZB) | Muslim Evloev (KGZ)         | Zhang Chongyao (CHN)         |
| 74 kg  | Bekzod Abdurakhmonov (UZB) | Muslim Evloev (KGZ)         | Bahman Teymouri (IRI)        |
| 86 kg  | Alireza Karimi (IRI)       | Azamat Dauletbekov (KAZ)    | Umidjon Ismanov (UZB)        |
| 86 kg  | Alireza Karimi (IRI)       | Azamat Dauletbekov (KAZ)    | Pürevjavyn Önörbat (MGL)     |
| 97 kg  | Magomed Ibragimov (UZB)    | Hossein Shahbazi (IRI)      | Seo Min-won (KOR)            |
| 97 kg  | Magomed Ibragimov (UZB)    | Hossein Shahbazi (IRI)      | Magomed Musaev (KGZ)         |
| 125 kg | Yadollah Mohebbi (IRI)     | Sumit Malik (IND)           | Taiki Yamamoto (JPN)         |
| 125 kg | Yadollah Mohebbi (IRI)     | Sumit Malik (IND)           | Natsagsürengiin Zolboo (MGL) |

### Lotta greco-romana
| Evento | Oro                       | Argento                   | Bronzo                   |
| 59 kg  | Kenichiro Fumita (JPN)    | Meirambek Ainagulov (KAZ) | Ri Sin-myong (PRK)       |
| 59 kg  | Kenichiro Fumita (JPN)    | Meirambek Ainagulov (KAZ) | Saman Abdevali (IRI)     |
| 66 kg  | Oh Sang-hun (KOR)         | Almat Kebispayev (KAZ)    | Dong Jinxin (CHN)        |
| 66 kg  | Oh Sang-hun (KOR)         | Almat Kebispayev (KAZ)    | Ali Arsalan (IRI)        |
| 71 kg  | Takeshi Izumi (JPN)       | Afshin Biabangard (IRI)   | Nurgazy Asangulov (KGZ)  |
| 71 kg  | Takeshi Izumi (JPN)       | Afshin Biabangard (IRI)   | Kim Ji-hun (KOR)         |
| 75 kg  | Maxat Yerezhepov (KAZ)    | Park Dae-seung (KOR)      | Bakhtovar Khasanov (TJK) |
| 75 kg  | Maxat Yerezhepov (KAZ)    | Park Dae-seung (KOR)      | Yang Bin (CHN)           |
| 80 kg  | Ramin Taheri (IRI)        | Kim June-hyoung (KOR)     | Samat Shirdakov (KGZ)    |
| 80 kg  | Ramin Taheri (IRI)        | Kim June-hyoung (KOR)     | Harpreet Singh (IND)     |
| 85 kg  | Hossein Nouri (IRI)       | Atsushi Matsumoto (JPN)   | Anil Kumar (IND)         |
| 85 kg  | Hossein Nouri (IRI)       | Atsushi Matsumoto (JPN)   | Peng Fei (CHN)           |
| 98 kg  | Mostafa Salehizadeh (IRI) | Kim Seung-jun (KOR)       | Rustam Assakalov (UZB)   |
| 98 kg  | Mostafa Salehizadeh (IRI) | Kim Seung-jun (KOR)       | Yerulan Iskakov (KAZ)    |
| 130 kg | Behnam Mehdizadeh (IRI)   | Damir Kuzembayev (KAZ)    | Muminjon Abdullaev (UZB) |
| 130 kg | Behnam Mehdizadeh (IRI)   | Damir Kuzembayev (KAZ)    | Kim Min-seok (KOR)       |

### Lotta libera femminile
| Evento | Oro                             | Argento                | Bronzo                          |
| 48 kg  | Yui Susaki (JPN)                | Kim Son-hyang (PRK)    | Irina Borissova (KAZ)           |
| 48 kg  | Yui Susaki (JPN)                | Kim Son-hyang (PRK)    | Ritu Phogat (IND)               |
| 53 kg  | Mayu Mukaida (JPN)              | Zhuldyz Eshimova (KAZ) | Kim Hyung-joo (KOR)             |
| 53 kg  | Mayu Mukaida (JPN)              | Zhuldyz Eshimova (KAZ) | Jong Myong-suk (PRK)            |
| 55 kg  | Sae Nanjo (JPN)                 | Vinesh Phogat (IND)    | Erkhembayaryn Davaachimeg (MGL) |
| 55 kg  | Sae Nanjo (JPN)                 | Vinesh Phogat (IND)    | Zhang Qi (CHN)                  |
| 58 kg  | Aisuluu Tynybekova (KGZ)        | Sarita Mor (IND)       | Đào Thị Hương (VIE)             |
| 58 kg  | Aisuluu Tynybekova (KGZ)        | Sarita Mor (IND)       | Katsuki Sakagami (JPN)          |
| 60 kg  | Risako Kawai (JPN)              | Sakshi Malik (IND)     | Zhou Zhangting (CHN)            |
| 60 kg  | Risako Kawai (JPN)              | Sakshi Malik (IND)     | Ayaulym Kassymova (KAZ)         |
| 63 kg  | Soronzonboldyn Battsetseg (MGL) | Ayana Gempei (JPN)     | Hang Jin-young (KOR)            |
| 63 kg  | Soronzonboldyn Battsetseg (MGL) | Ayana Gempei (JPN)     | Wang Xiaoqian (CHN)             |
| 69 kg  | Sara Doshō (JPN)                | Divya Kakran (IND)     | Zhou Feng (CHN)                 |
| 69 kg  | Sara Doshō (JPN)                | Divya Kakran (IND)     | Park Hyeon-yeong (KOR)          |
| 75 kg  | Paliha (CHN)                    | Masako Furuichi (JPN)  | Jyoti (IND)                     |
| 75 kg  | Paliha (CHN)                    | Masako Furuichi (JPN)  | Gulmaral Yerkebayeva (KAZ)      |

## Medagliere
| Pos.   | Paese          | Oro | Argento | Bronzo | Totale |
| ------ | -------------- | --- | ------- | ------ | ------ |
| 1      | Giappone       | 8   | 3       | 5      | 16     |
| 2      | Iran           | 7   | 2       | 6      | 15     |
| 3      | Kazakistan     | 2   | 5       | 6      | 13     |
| 4      | Uzbekistan     | 2   | 1       | 3      | 6      |
| 5      | India          | 1   | 5       | 4      | 10     |
| 6      | Corea del Sud  | 1   | 4       | 6      | 11     |
| 7      | Kirghizistan   | 1   | 1       | 3      | 5      |
| 7      | Mongolia       | 1   | 1       | 3      | 5      |
| 9      | Cina           | 1   | 0       | 8      | 9      |
| 10     | Corea del Nord | 0   | 2       | 2      | 4      |
| 11     | Vietnam        | 0   | 0       | 1      | 1      |
| 11     | Tagikistan     | 0   | 0       | 1      | 1      |
| Totale | Totale         | 24  | 24      | 48     | 96     |